# Амвросій Прихильний
Амвро́сій Прихи́льний (справжнє ім'я — Ваберене Нутклаус, лат. Vaberene Nutclauss, ? — 1641, Львів) — український архітектор доби Ренесансу. Італієць за походженням. Будував у формах італійського Відродження в поєднанні з місцевими архітектурними традиціями. Фундатор шпиталю святого Лазаря.

## Біографія

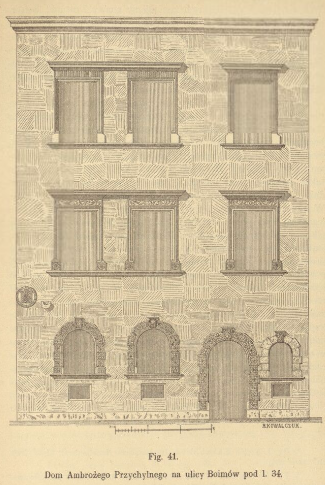
Дім А. Прихильного, Львів

Його батька звали Сімоне. Походив із місцевості Вальтелліна на півночі Ломбардії. Справжнє ім'я — Ваберене Нутклаус (лат. Vaberene Nutclauss). Вступивши до львівського цеху будівничих, отримав прізвисько Прихильний. У 1588 році був підмайстром у Петра Барбона. Від 1591 року цехмістр цеху будівничих. У 1592 році одержав право громадянина Львова (почав добиватись у 1592, остаточно отримав у 1595 році). Був кумом скульптора Станіслава Дріара. У 1596—1605 роках був молодшим цехмістром, у 1613 і 1630 — старшим цехмістром мулярів. Товаришував з іншим архітектором-італійцем — Адамом Покорою. 1605 року спільно з Покорою придбав будинок на вулиці Зарванській (нині Староєврейська, 26), а 1611-го перебудував його. Того ж року Прихильний продав свій будинок на вулиці Грабарській (нині Драгоманова) львівському будівничому Якубові Мадлайну. 1620 року подарував свою земельну ділянку при Сокільницькій дорозі (нині вулиця Коперника) шпиталю святого Лазаря і став одним із його співзасновників та пожиттєвим провізором (опікуном). 1634 року розпочав будівництво мурованого шпиталю на місці збудованого ним раніше дерев'яного. За припущенням історика Владислава Лозінського, був неписьменним.
Друга дружина — Зузанна з Бжеських. У заповітах — своєму та спільному з дружиною — забезпечив фундуші для закінчення будівництва костелу св. Лазаря. Помер бездітним, усе майно заповів шпиталю, доручивши Мартинові Годному завершити будівництво. Був похований у криптах костелу при шпиталі.

### Роботи
- Синагога Золота Роза (1582, спільно з Адамом Покорою за проєктом Павла Щасливого).
- Участь у будівництві замку Острозьких (1584—1589) у Старому Селі (нині Львівського району Львівської області).
- 1609 року продовжив будівництво вежі Єзуїтської хвіртки, розпочате 1602 року Войцехом Капіносом[9].
- Спільно з Павлом Римлянином та Войцехом Капіносом молодшим 1614 року розробив проєкт фортифікацій Львова, альтернативний до проектів Теофіла Шемберга та Ауреліо Пассаротті. Не реалізовано.[10]
- Після смерті архітектора Павла Римлянина в 1598—1631 (за іншими даними, 1598—1629) закінчував (разом із Войцехом Капіносом) будівництво Успенської (Волоської) церкви та костелу бернардинців (1618—1630) у Львові.
- Спорудження будинків Львівського братства.
- Перебудова в 1611 році власного будинку (тепер вулиця Староєврейська, № 26) та сусіднього будинку райці Томи Карча (№ 28).
- Дерев'яні, а пізніше — кам'яні будівлі шпиталю і костелу св. Лазаря (1620—1640, спільно з Якубом Боні).
- Колегіата в Жовкві (1604—1618[джерело?]; за іншими даними, до 1620[3]) з дзвіницею (разом із Павлом Щасливим).
- Оборонні мури і башти у Жовкві (1613—1621).[3]
- Оформлення кам'яниці (декорація порталу, віконні обрамлення) на теперішній вулиці Староєврейській, 34, яка належала майстру, вказує, що це може бути його робота.[3]

## Світлини

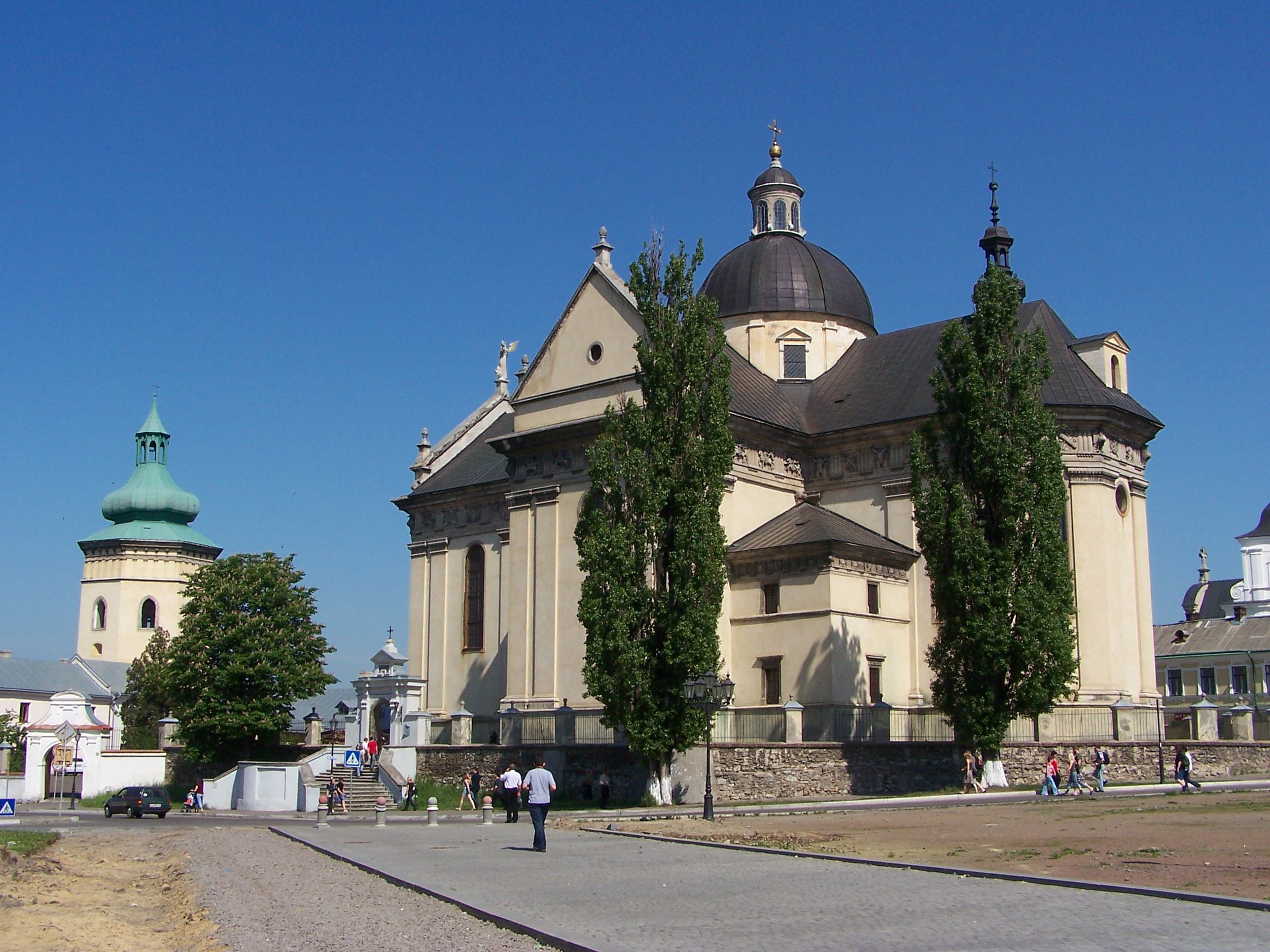
Колегіата Святого Лаврентія, Жовква
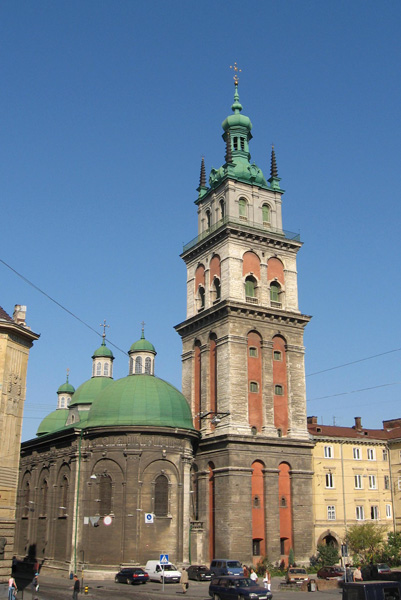
Успенська (Волоська) церква у Львові
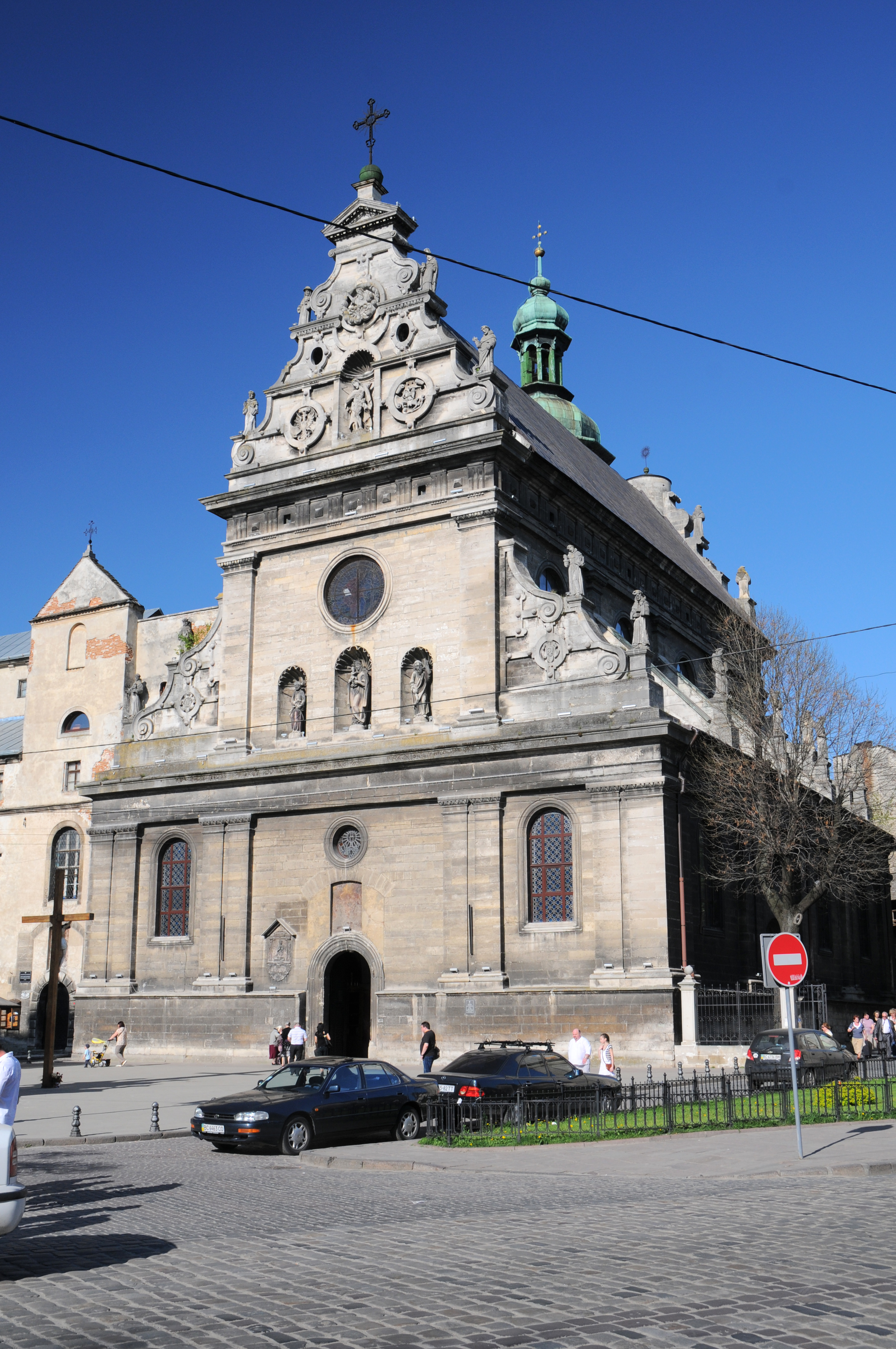
Костел Бернардинців
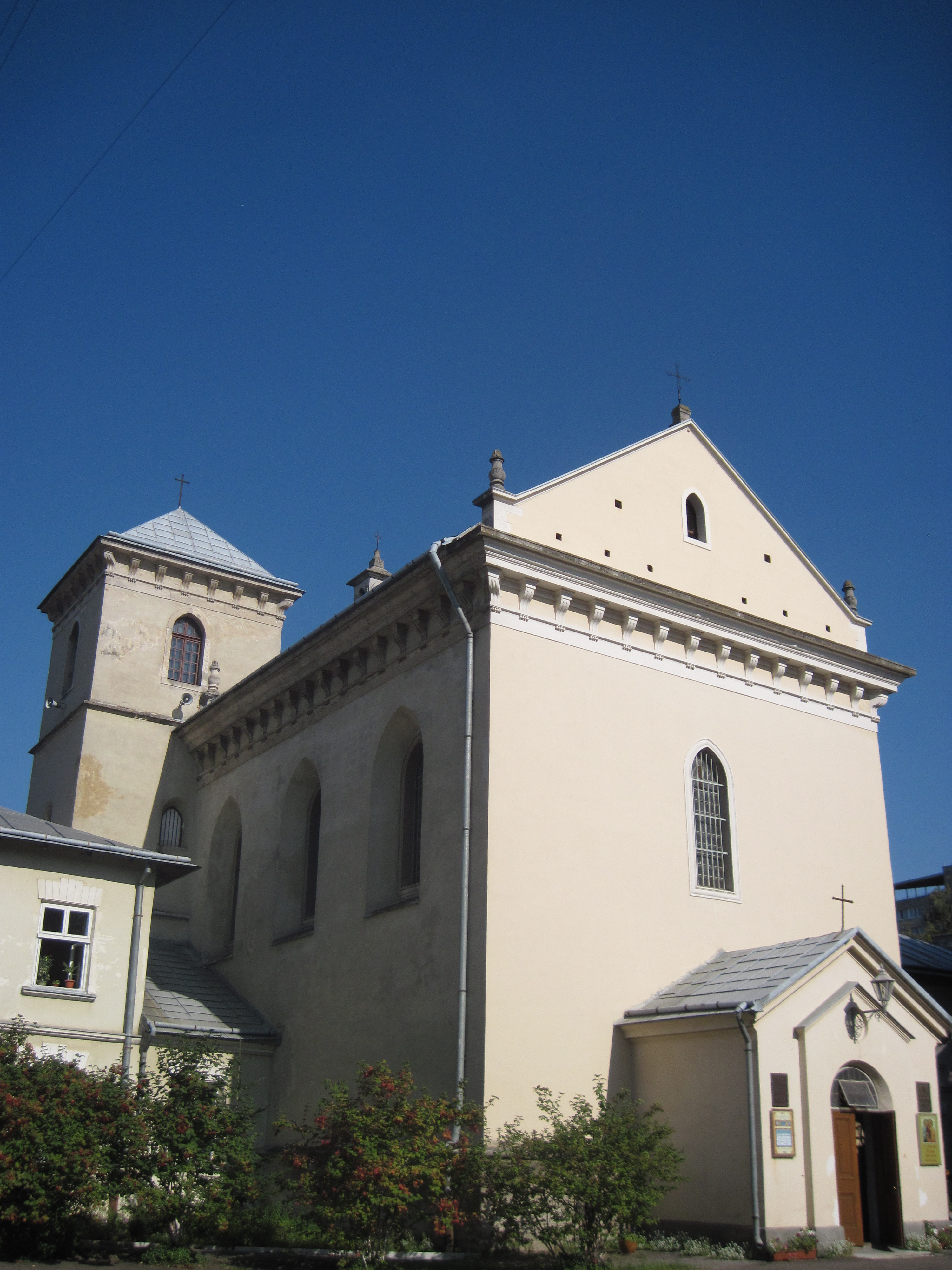
Костел святого Лазаря